# Guglia di Marcello
La Guglia di Marcello o Aguglia d'Agosta è un monumento funerario romano realizzato tra il I sec a.C. ed il I sec d.C. e sorgeva lungo l'antica via Pompeia che collegava Siracusa a Messina. Il monumento oggi sorge in località Specchi-Aguglia non molto distante dal tracciato ferroviario Siracusa-Catania.

## Storia
Secondo la tradizione il monumento venne eretto dal console Marcello dopo la vittoria contro i siracusani (214-212 a.C.), ma recentemente è stata accertata una destinazione funeraria. In precedenza si è anche sostenuta la tesi secondo cui fosse un monumento Siracusano eretto a seguito della vittoria contro gli Ateniesi.

Il monumento è conosciuto da lungo tempo e accertato nelle cronache del passato. In epoca medievale era denominato Aguglia d'Agosto perché ricadeva nel territorio di Augusta (Agosta). Il Fazello nel 1558 scrive nel De Rebus Siculis Decades Duae: 
 L'abate Amico invece scrive: 
Altri viaggiatori ed eruditi visitarono il monumento: Vincenzo Mirabella, Giacomo Bonanni,

### Le descrizioni dei viaggiatori

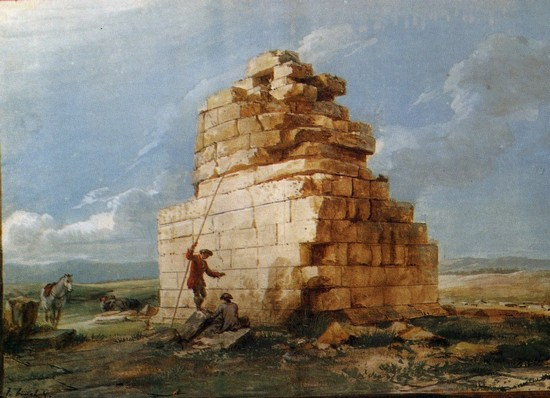
La guglia rappresentata da Jean Houel

Von Riesedel descrive così il monumento: 
(Von Riedesel Viaggio attraverso la Sicilia e la Magna Grecia)
Spostandosi da Lentini verso Siracusa (1777) Jean Houël vide lungo la strada principale ciò che restava del monumento: 
Questo monumento è una piramide ricurva elevata su un piedistallo quadrato, le cui facce sono larghe 17 piedi: la base di 24 pollici e si innalza per 16 piedi e sei pollici fin dal suolo fino oltre la copertura del piedistallo.
Le pietre sono unite perfettamente senza cemento né calce; ma non hanno una grana molto fine e non sono che un assemblaggio di piccole pietre cementate con la malta.
L'architetto immaginò di ricoprire completamente la superficie con diversi strati di calce molto dura il cui spessore è una linea e mezzo. Ne rimangono piccole quantità in più punti.»

Anche Vivant Denon descrive questo monumento: 
(Dominique Vivant Denon Voyage en Sicilie)

## Il monumento
Il monumento è un podio parallelepipedo di 5,62x5,66 metri e alto 4,20 metri. Dalle cronache storiche si sa che aveva una forma a punta molto alta. 
Dopo anni di abbandono solo recentemente è stato siglato un accordo di fruizione del monumento dalla Riserva naturale orientata Saline di Priolo. Tuttavia resta ancora una recinzione ad impedire la completa fruizione del monumento.